# Visa vad du går för
Visa vad du går för är ett studioalbum från år 2000 av det svenska dansbandet Grönwalls, utgivet på Mariann Grammofon. Det är första albumet med Camilla Lindén som sångerska. Duetten "Tillbaks igen" låg 10 veckor på Svensktoppen. Låten "Rör vid mig" testades också men kom inte in.

## Låtlista
1. Visa vad du går för (T.Pettersson)
2. Alla ord på vägen (C.Kindbom-T.Thörnholm)
3. Jag ger dig min dag (H.Sethsson)
4. Varje gång jag drömmer (L.Holm-G.Lengstrand)
5. Rör vid mig (C.Kindbom-T.Thörnholm)
6. Verical Expression (D.Bellamy)
7. So Long Bye Bye (B.Nilsson)
8. Två namn i en ring (S,Hoge-P,Barnhart-J.House-H.Krohn)
9. He-man (C.Wedin)
10. Min allra bästa vän (H.Krohn)
11. When Love Starts Talkin' (J.OHara-B.Warfer-G.Nicholson)
12. Tillbaks igen (K.Fingal-H.Krohn)
13. Maniana (A.Anderson-L.White-C.Cannon-K.Almgren)
14. Den allra bästa tiden (A.Överland-C.Lösnitz)

### Fotnoter
1. ↑  ”Dansweb”. Arkiverad från originalet den 5 mars 2016. https://web.archive.org/web/20160305003729/http://www.dans-web.nu/skivor/index.php?pid=view&ref_cd=283. Läst 9 juni 2011.